# نیدرمدرن
نیدرمدرن (به فرانسوی: Niedermodern) یک کمون در فرانسه با جمعیت ۷۳۸ نفر است که در Canton of Bouxwiller واقع شده‌است.